# Buková (district de Prostějov)
Pour les articles homonymes, voir Buková.
Buková (en allemand : Bukowa) est une commune du district de Prostějov, dans la région d'Olomouc, en République tchèque. Sa population s'élevait à 302 habitants en 2023.

## Géographie
Buková se trouve à 10 km au sud-sud-ouest de Konice, à 21 km à l'ouest-nord-ouest de Prostějov, à 32 km à l'ouest-sud-ouest d'Olomouc et à 184 km à l'est-sud-est de Prague.
La commune est limitée par Benešov à l'ouest et au nord-ouest, par Brodek u Konice au nord, par Lipová au nord-est et à l'est, par Malé Hradisko et Protivanov au sud, et par Suchý au sud-ouest.

## Histoire
La première mention écrite de la localité date de 1547.

## Transports
Par la route, Budětsko se trouve à 15 km de Konice, à 28 km de Prostějov, à 46 km d'Olomouc et à 228 km de Prague.